# Hubert Auguste Garbit
Hubert Auguste Garbit, né à Lyon le 4 avril 1869 et mort à Giron (Ain) le 30 octobre 1933, est un officier et administrateur colonial français, qui fut notamment gouverneur général de Madagascar du 13 décembre 1909 au 16 janvier 1910, puis du 5 août 1914 au 24 juillet 1917, et du 22 juin 1920 au 13 mars 1923.

## Biographie
Ancien élève de l'École polytechnique, Hubert Garbit est officier de carrière dans l'artillerie coloniale.
Gouverneur général par intérim de La Réunion du 30 août  1912 au 23  novembre  1913. Prévu pour trois, pendant les congés du Gouverneur Rodier, son intérim dure 15 mois. Il y fonde le Syndicat d'initiative et l'Académie de l'île de la Réunion, inaugurée durant son mandat, le 21 juin 1913. Il instaure des relations commerciales avec l'Afrique du Sud. Garbit a la lourde tâche de gérer les élections au Conseil Général sans fraude dans les cantons de Saint-Denis, Saint-Pierre, Saint-Benoît et Saint-André. À Saint-Pierre, une émeute éclate, l'Hôtel de ville est envahi et saccagé et les employés municipaux violentés. Il dut envoyer sur les lieux les forces de l'ordre qu'il disposait. Les incidents durent plusieurs jours avec la complicité des forces de l'ordre en arrêtant aucun émeutier. Garbit dissout le Conseil municipal en appliquant la loi de 1884 sur l'organisation municipale et en estimant qu'Augustin Archambeaud, son représentant, avait provoqué ces troubles par son attitude.
Pour éviter de paraître cléricaliste et dans l'obligation de procéder à un inventaire des églises dans le cadre de la loi de séparation des Églises et de l'État, un inventaire est fait le 25 avril 1913 sous la colère de la population à Saint-Gilles les Hauts. Les tensions s'enveniment et le 27 juin , il décide d'expédier une troupe commandée par le capitaine Déroche. Il y eut des blessés et des morts,.

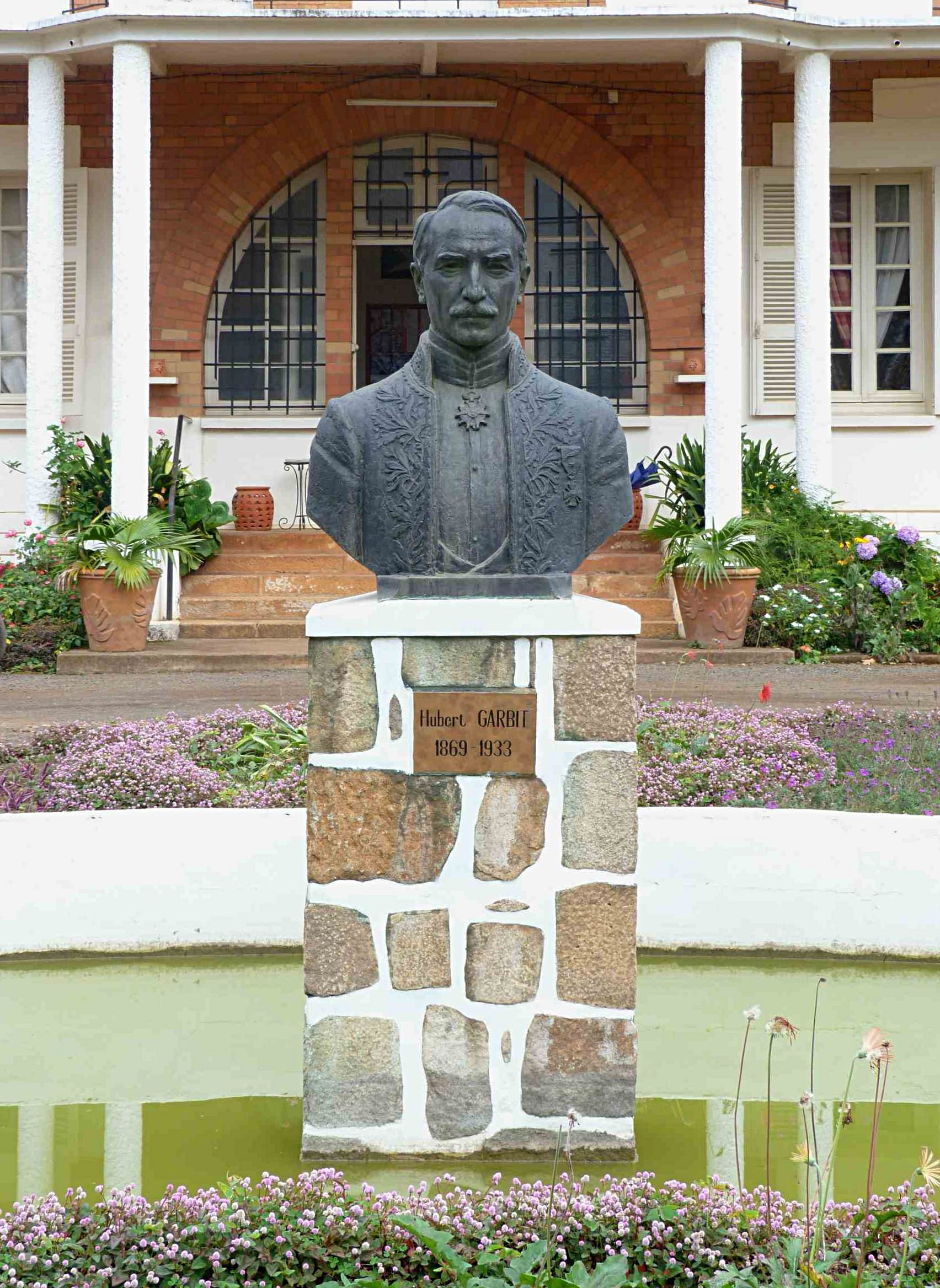
Buste de Hubert Garbit dans la Résidence Sociale d'Antsirabe, province d'Antananarivo, Madagascar.

Durant son mandat à Madagascar pendant la Première Guerre mondiale, il est à l'origine du recrutement de plus de 44.000 engagés volontaires malgaches. Pour remercier l'œuvre civilisatrice de la France à Madagascar, la plupart des engagés volontaires malgaches demandent à servir dans des unités de combat et à ne pas être employés dans des unités logistiques. Le lieutenant-colonel Garbit tente au mieux de se faire le porte-parole de ces engagés volontaires auprès du haut-commandement français qui tente à son tour de satisfaire à cette demande.
Il organise la participation de Madagascar à l'effort de guerre, ce qui se traduit par une augmentation importante des exportations vers la France.
La qualité du travail produit par le colonel Garbit dans le développement de Madagascar lui vaut, de son vivant, d'être surnommé "le Lyautey malgache". En 1922, il prône la « standarisation » dans le domaine de la commercialisation du café et lance une enquête en France auprès des Chambres de commerce des grands ports (Le Havre, Bordeaux, Nantes) et grands centres de consommation (Lyon, Lille) en vue de définir les meilleurs types des trois variétés de café de Madagascar proposées, Liberia, Congo et Arabica : « la plus prisée jusqu'ici est la sorte Congo, vendue plus communément sous le nom de Kouilou de Madagascar ou Bourbon de Madagascar » répondent les questionnés, qui formulent une condamnation sans appel de la variété "Liberia".

## Décorations
- Commandeur de la Légion d'honneur (14 octobre 1920)
  -  Officier de la Légion d'honneur (24 juillet 1912)
  -  Chevalier de la Légion d'honneur (30 décembre 1895)
- Médaille commémorative de Madagascar
- Officier d'académie (1er février 1900)
- Commandeur de ordre de l'Étoile d'Anjouan (Décision présidentielle du 17 juin 1905)
- Grand officier de l'ordre de la Couronne d'Italie

## Publication
- Gouverneur Général Garbit, L'effort de Madagascar pendant la guerre : au point de vue financier, économique et militaire, A. Challamel, 1919 (lire en ligne)

## Postérité
En 1913, un nouveau pont sur la Rivière Saint-Denis est inauguré et porte son nom pont Garbit.
Le tunnel Hubert Garbit à Analakely est inauguré en 1924 et sera rebaptisé tunnel Jean Ralaimongo,.